# CVS藥局
CVS藥局（英語：CVS pharmacy）是美國的一家藥妝店連鎖企業，也是美國最大的藥妝店連鎖企業，成立於1963年，創業於馬薩諸塞州，現在總部位於羅德島州。
CVS药局母公司为CVS健康。CVS藥局是美國最大的藥品福利管理公司和處方藥零售商之一，擁有9700家連鎖藥店和1100家「一分鐘診所」。按2020财年收入计算，其母公司位列财富500强。 CVS药局的主要竞争对手为沃尔格林和来爱德。销售处方药和各种日用商品，包括非处方药、美容产品和化妆品、电影和照片修整服务、季节性商品、贺卡和方便食品等，通过零售店和CVS.com线上销售。 它还通过其 1,100 多家一分钟诊所及其糖尿病护理中心提供医疗保健服务。这些诊所大多位于CVS药局内部或外部。
2017年12月，CVS健康宣布收购美國第三大醫療保險公司安泰。2018年10月10日，CVS健康获得美国司法部批准，以690亿美元收购安泰。

## 外部鏈接
- CVS藥局（页面存档备份，存于）